# Бризбејн (Калифорнија)
Бризбејн  (енгл. Brisbane) град је у америчкој савезној држави Калифорнија. По попису становништва из 2010. у њему је живело 4.282 становника.

## Демографија
Према попису становништва из 2010. у граду је живело 4.282 становника, што је 685 (19,0%) становника више него 2000. године.
| Група             | 2000.         | 2010.         |
| Белци             | 2.329 (64,7%) | 2.165 (50,6%) |
| Афроамериканци    | 38 (1,1%)     | 80 (1,9%)     |
| Азијати           | 524 (14,6%)   | 1.084 (25,3%) |
| Хиспаноамериканци | 550 (15,3%)   | 712 (16,6%)   |
| Укупно            | 3.597         | 4.282         |